# Association américaine pour l'étude de l'opinion publique
L'Association américaine pour l'étude de l'opinion publique (AAPOR : American Association for Public Opinion Research) est une association fondée en 1947 aux États-Unis et qui est l'association leader des professionnels du sondage d'opinion dans ce pays. Elle regroupe universitaires et sondeurs notamment.
Cette association est connue notamment pour le code de déontologie de la profession qu'elle discute et maintient depuis son origine, ainsi que pour sa revue, le Public Opinion Quarterly.